# Sandra Monterroso
Sandra Monterroso, (Ciudad de Guatemala, 19 de abril de 1974). Vive y trabaja en la Ciudad de Guatemala, Guatemala. Tiene un doctorado por la Academia de Artes de Viena. Ha realizado 19 exposiciones individuales y más de cincuenta exposiciones colectivas, ha representado a su país en más de 13 bienales internacionales y nacionales, entre las que destacan la 56 Bienal de Venecia, la 12 Bienal de La Habana en 2015 y la Trienal de Sorocaba, Frestas, Brasil, 2017. Bienal BACA , Canadá. 2018. Su obra pertenece a la Colección del Museo Nacional Centro de Arte Reina Sofía, Madrid; Yes Contemporary, Miami; Museo de Arte y Diseño Contemporáneo, MADC, en Costa Rica; Colección Essex de Arte Latinoamericano, Londres; Fundación Ortiz Gurdián Nicaragua; Fundación Paiz y Colección Yaxs y colecciones privadas de Guatemala.

## Educación
Licenciada en Diseño Gráfico por la Universidad Rafael Landívar en Guatemala en los 2000. Obtiene la especialidad de Paz y Desarrollo por la Universidad Jaume I de Castellón, España, 2001. En el 2007 Monterroso obtiene su Maestría en Procesos de Diseño de la Universidad Popular Autónoma del Estado de Puebla (UPAEP). Se gradúa como doctora en filosofía y práctica artística en el 2020 por la Academia de Bellas Artes de Viena .

## Representación y galerías con las que trabaja en el extranjero
- Sicardi / Ayers / Bacino, Houston, USA.
- Instituto de Visión, Nueva York & Bogotá.
- Cecilia Brunson Projects, Londres, Inglaterra.
- NG Art Gallery, Panamá.
- Zielinsky, Barcelona/España y São Paulo/Brasil

## Carrera

### Exposiciones Individuales
| Año  | Nombre                                                               | Ubicación                      | Galería o representación                            |
| ---- | -------------------------------------------------------------------- | ------------------------------ | --------------------------------------------------- |
| 2023 | “The Healing Paradox”                                                | Houston, Estados Unidos        | Galería Sicardi Ayers Bacino                        |
| 2022 | “Corazón del lugar del viento”                                       | CDMX, México                   | Casa del Lago, UNAM                                 |
| 2022 | “Altar for birds”                                                    | Nueva York, Estados Unidos     | Galería Instituto de Visión                         |
| 2020 | "Threads of Memory"                                                  | Texas, Estados Unidos          | Galería Sicardi Ayers Bacino                        |
| 2020 | “Dyed in the wool - the committed poetics of nonconformity”          | Londres, Inglaterra            | Cecilia Brunson Projects                            |
| 2019 | “Las heridas también se tiñen de azul”                               | Ciudad de Guatemala, Guatemala | Centro Cultural de España                           |
| 2019 | “El agua se volvió oro, el río se volvió oro, el oro se volvió azul” | CDMX, México                   | Museo ExTeresa                                      |
| 2018 | “Hybris”                                                             | Panama City, Panamá            | NG Gallery                                          |
| 2017 | “Inchaq'na / Hermana Mayor”                                          | Ciudad de Guatemala, Guatemala | Alianza Francesa                                    |
| 2017 | “Distorsiones e imperfecciones”                                      | Ciudad de Guatemala, Guatemala | The 9.99 Gallery                                    |
| 2014 | “Acciones para abolir el deseo”                                      | Ciudad de Guatemala, Guatemala | The 9.99 Gallery                                    |
| 2012 | “Efectos cruzados”                                                   | Ciudad de Guatemala, Guatemala | Universidad Rafael Landívar                         |
| 2013 | “Efectos cruzados”                                                   | San Salvador, El Salvador      | Museo de Arte Contemporáneo                         |
| 2011 | “Efectos cruzados”                                                   | Ciudad de Guatemala, Guatemala | Galería Piegatto (Arte La Fábrica)                  |
| 2009 | “Meditando el error”                                                 | Ciudad de Guatemala, Guatemala | Galería Artes Visuales, Universidad Rafael Landívar |
| 2008 | “Rakoc Atin”                                                         | Ciudad de Guatemala, Guatemala | Palacio de la Corte Suprema de Justicia             |
| 2005 | “Sucesos Carcomidos”                                                 | Ciudad de Guatemala, Guatemala | Galería El Attico                                   |
| 2004 | “Metabolismo”                                                        | Ciudad de Guatemala, Guatemala | Centro Cultural de España                           |
| 1999 | “Ave Fénix”                                                          | Ciudad de Guatemala, Guatemala | Vestíbulo BANCAFÉ                                   |

### Selección de Exposiciones Colectivas
| Año  | Nombre                                                                | Ubicación                  | Galería o representación                                  |
| ---- | --------------------------------------------------------------------- | -------------------------- | --------------------------------------------------------- |
| 2023 | “ReVisión: Art in the Americas”                                       | Miami, Estados Unidos      | Minneapolis Institute of Art                              |
| 2023 | In the Arts of the Ancient Americas                                   | Denver, Estados Unidos     | JewelBox Gallery                                          |
| 2023 | “Art for the Future: Artists Call and Central American Solidarities." | Chicago, Estados Unidos    | De Paul Art Museum                                        |
| 2022 | Art Basel                                                             | Miami, Estados Unidos      | Instituto de Visión                                       |
| 2022 | "Cuerpos infinitos (Infinite bodies)”                                 | CDMX, México               | Casa del LAGO, UNAM                                       |
| 2022 | “Elsewhere(s). Other worlds, other times, other territories”          | Nueva York, Estados Unidos | Another Space                                             |
| 2022 | “Revisiónes. El maiz que alimenta”                                    | Denver, Estados Unidos     | Denver Art Museum                                         |
| 2022 | “Rethinkin Nature”                                                    | Nápoles, Italia            | Museo Madre                                               |
| 2022 | “Art for the Future: Artist Call and Central American Solidarities”   | Bosoton, Estados Unidos    | Tufts University Art Galleries                            |
| 2022 | “Art for the Future: Artist Call and Central American Solidarities”   | New México, Estados Unidos | University of New México Art Museum                       |
| 2022 | “Abya Yala: Structural Origins”                                       | Nueva York, Estados Unidos | Latin American Art Triennial, Pace University Art Gallery |
| 2021 | “Trough the Eye of the Needle”                                        | Houston, Estados Unidos    | Galería Sicardi Ayers Bacino                              |
| 2021 | “En tierra esteril convertida”                                        | Puerto Rico                | MAC Museum                                                |
| 2021 | “El origen del mundo”                                                 | Bogotá, Colombia           | Instituto de Visión                                       |
| 2021 | “Radical Empathies”                                                   | Atenas, Grecia             | Callirrhoe                                                |
| 2021 | The Listenig Biennal”                                                 | Berlín, Alemania           |                                                           |
| 2021 | The Listenig Biennal”                                                 | Guadalajara, México        |                                                           |
| 2021 | “Discovering Viceral Latin American Treasures”                        | Londres, Inglaterra        | Colnagui                                                  |
| 2021 | “Discovering Viceral Latin American Treasures”                        | Nueva York, Estados Unidos | Colnagui                                                  |
| 2021 | Art Basel                                                             | Miami, Estados Unidos      | Instituto de Visión                                       |
| 2021 | Untitled                                                              | Miami, Estados Unidos      | Galería Sicardi Ayers Bacino                              |

### Exposiciones

#### Exposiciones individuales
En 2011, Ernesto Calvo fue el curador de la exposición individual de Monterroso, Efectos cruzados, en la Galería Piegatto de la ciudad de Guatemala.  Posteriormente, la exhibición se mostró en El Museo de Arte San Salvador (MARTE) en 2013. En febrero de 2014, la artista inauguró su exposición individual Acciones para abolir el deseo en la Galería 9.99.

#### Exposiciones colectivas
En mayo de 2009, Rosina Cazali y Joanne Bernstein presentaron en InIVA Performing Localities, una serie de conferencias y videos sobre artistas guatemaltecos de la posguerra, incluida Monterroso. El 17 de junio de 2009, Monterroso se unió a otras artistas femeninas de Guatemala y Bolivia para un evento llamado Arte-Acción Feminista: Panorama de la video-performance feminista contemporánea latinoamericana, que se llevó a cabo en el Centro Georges Pompidou y fue organizado por le peuple qui manque.
En enero de 2014, Ciudad de la Imaginación, un espacio de arte contemporáneo en el altiplano occidental de Guatemala, invitó a Monterroso a participar en la exposición Estados de Excepción que viajó a Arte Actual en Quito, Ecuador. En 2014, Monterroso participó como parte del proyecto Voces Indígenas en la Bienal de Montevideo: 500 Años Futuros, curada por Alfons Hug . En 2015 Monterroso participó en el Pabellón Latinoamericano de la 56 Bienal de Venecia y en la 12 Bienal de La Habana .

## Premios y Reconocimientos
- 2014: Fundación RD Viena.
- 2012: Juannio, 2º puesto[17]
- 2011: Juannio, 3er lugar[18]
- 2006: XV Bienal de Arte Paiz, Primer lugar
- 2004: Inquieta Imagen - Museo de Arte y Diseño Contemporáneo